# Karl Hoffmann (linguiste)
Pour les articles homonymes, voir Karl Hoffmann.
 (janvier 2014).
Si vous disposez d'ouvrages ou d'articles de référence ou si vous connaissez des sites web de qualité traitant du thème abordé ici, merci de compléter l'article en donnant les références utiles à sa vérifiabilité et en les liant à la section « Notes et références ».
Karl Hoffmann, né le 26 février 1915 à Hof am Regen, section de la commune de Nittenau, en Bavière et mort le 21 mai 1996 à Erlangen, est un linguiste et philologue allemand, spécialiste des langues indo-iraniennes anciennes (notamment le sanscrit védique, l'avestique et le vieux-perse).

## Biographie
Fils d'un employé des chemins de fer, il passa sa jeunesse à Munich, où il fit ses études. Mobilisé en 1939, il soutint sa thèse d'études indo-iraniennes en 1941, à la faveur d'une permission : le titre en était Die altindoarischen Wörter mit -ṇḍ- besonders im Ṛgveda. Il passa une habilitation universitaire en 1951 avec un travail intitulé Das Injunktiv im Veda : eine synchronische Funktionsuntersuchung. Il fut recruté en 1952 par l'université de Sarrebruck pour enseigner la linguistique comparée indo-européenne, et en 1955 par l'université d'Erlangen sur une chaire de linguistique comparée. Il est ensuite resté dans cette dernière université jusqu'à sa retraite en 1983.
Ses principales contributions aux études indo-iraniennes sont réunies dans les trois volumes des Aufsätze zur Indoiranistik (Wiesbaden, Dr. Ludwig Reichert, 1975, 1976, 1992). Il y unit étroitement les approches linguistique et philologique. Au départ spécialiste surtout du sanscrit védique, il s'est consacré particulièrement, à partir des années 1960, aux problèmes soulevés par la transmission du texte de l'Avesta (dont la tradition écrite est très précaire et déficiente), un sujet sur lequel il a publié en 1989 une monographie en collaboration avec Johanna Narten : Der sasanidische Archetypus. Untersuchungen zur Schreibung und Lautgestalt des Avestischen (Wiesbaden, L. Reichert, 1989). En 1996, il a publié avec Bernhard Forssman un petit volume de phonétique et de déclinaisons de l'avestique : Avestische Laut- und Flexionslehre (Université d'Innsbruck, 1996 et 2004).